# Selección de voleibol de Bielorrusia
La Selección de voleibol de Bielorrusia es el equipo masculino de voleibol representativo de Bielorrusia en las competiciones internacionales organizadas por la Confederación Europea de Voleibol (CEV), la Federación Internacional de Voleibol (FIVB) o el Comité Olímpico Internacional (COI). La organización de la selección está a cargo de la Bielorusskaia Federatsija Volejbola. 

## Historia
La selección de Bielorrusia nace después de la disolución de la Unión Soviética y conseguentemente de su poderosa selección.
En verano 2013 participa por primera vez en su historia en un competición internacionales de nivel, el campeonato Europeo organizado por Dinamarca y Polonia: inserida en el grupo A con Bélgica, Italia y Dinamarca pierde cada partido y acaba en último lugar. 
En los últimos años ha conseguido clasificarse en varias ediciones de la Liga Europea.

## Historial
| Juegos Olímpicos      |
| --------------------- |
| - Sin participaciones |

| \| - 1949: No clasificada - 1952: No clasificada - 1956: No clasificada - 1960: No clasificada - 1962: No clasificada \| - 1966: 22º - 1970: No clasificada - 1974: No clasificada - 1978: No clasificada - 1982: No clasificada \| - 1986: No clasificada - 1990: No clasificada - 1994: No clasificada - 1998: No clasificada - 2002: No clasificada \| - 2006: No clasificada - 2010: No clasificada - 2014: No clasificada - 2018: \| | | |                                                                              |
| - 1949: No clasificada - 1952: No clasificada - 1956: No clasificada - 1960: No clasificada - 1962: No clasificada | - 1966: 22º - 1970: No clasificada - 1974: No clasificada - 1978: No clasificada - 1982: No clasificada | - 1986: No clasificada - 1990: No clasificada - 1994: No clasificada - 1998: No clasificada - 2002: No clasificada | - 2006: No clasificada - 2010: No clasificada - 2014: No clasificada - 2018: |

| Liga Mundial          |
| --------------------- |
| - Sin participaciones |

| \| - 1948: No existía[2] - 1950: No existía[2] - 1951: No existía[2] - 1955: No existía[2] - 1958: No existía[2] - 1963: No existía[2] - 1967: No existía[2] - 1971: No existía[2] \| - 1975: No existía[2] - 1977: No existía[2] - 1979: No existía[2] - 1981: No existía[2] - 1983: No existía[2] - 1985: No existía[2] - 1987: No existía[2] - 1989: No existía[2] \| - 1991: No existía[2] - 1993: No clasificada - 1995: No clasificada - 1997: No clasificada - 1999: No clasificada - 2001: No clasificada - 2003: No clasificada - / 2005: No clasificada \| - 2007: No clasificada - 2009: No clasificada - / 2011: No clasificada - / 2013: 15º - / 2015: 16º \| | | | |
| - 1948: No existía - 1950: No existía - 1951: No existía - 1955: No existía - 1958: No existía - 1963: No existía - 1967: No existía - 1971: No existía | - 1975: No existía - 1977: No existía - 1979: No existía - 1981: No existía - 1983: No existía - 1985: No existía - 1987: No existía - 1989: No existía | - 1991: No existía - 1993: No clasificada - 1995: No clasificada - 1997: No clasificada - 1999: No clasificada - 2001: No clasificada - 2003: No clasificada - / 2005: No clasificada | - 2007: No clasificada - 2009: No clasificada - / 2011: No clasificada - / 2013: 15º - / 2015: 16º |

| Copa Mundial          |
| --------------------- |
| - Sin participaciones |

### Otras competiciones
| Liga Europea |
| --- |
| - 2004: No clasificada - 2005: No clasificada - 2006: No clasificada - 2007: No clasificada - 2008: 5º - 2009: 7º - 2010: No clasificada - 2011: 7º - 2012: No clasificada - 2013: 8º - 2014: No clasificada |